# 珍珠泉

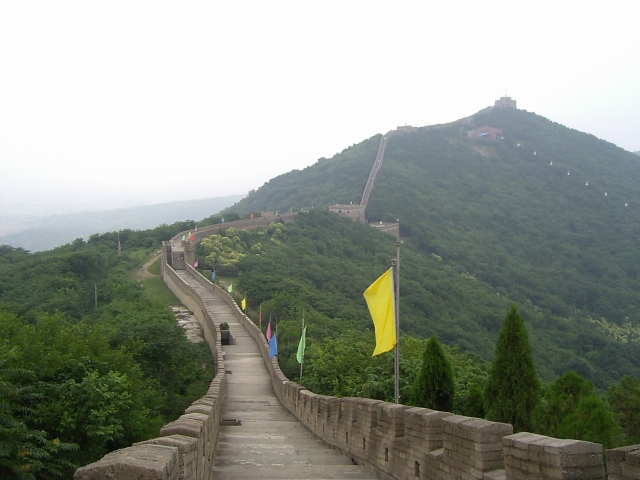
南京長城

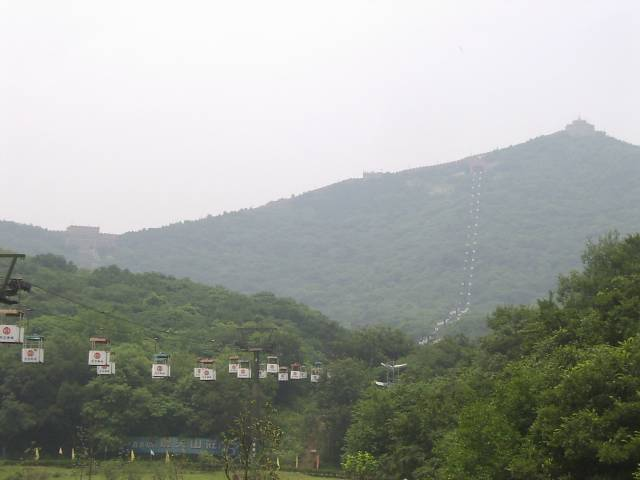
珍珠泉索道

珍珠泉（ちんじゅせん）は、中華人民共和国南京市北西部の浦口区の定山西南麓に位置している泉。市内中心部からは南京長江大橋を経由する。
珍珠泉は周辺に30余りの泉があり水量は1日34,000トンと豊富である。
珍珠泉は南北朝時代の頃から記録が残っており、梁の武帝が高僧法定の為に[503年（天監2年）に定山寺を建立したことから始まる。定山寺には後に達磨大師も訪れた。明清代には楼、台、亭、閣が30余り建てられ"江北第一游覧之所"と称されるようになる。
1984年に南京市人民政府は観光開発計画を開始する。現在は南京の観光地としても知られ定山の尾根に沿って南京長城が作られている。珍珠泉は1992年3月に南京市文物保護単位に指定されている。

## 入場料
- 20元（2004年現在）
- 珍珠泉索道（ロープウェイ）40元（2004年現在）